# Prix d'Amérique 2017
Prix d'Amérique 2017 var den 97:e upplagan av Prix d'Amérique, som gick av stapeln söndagen den 29 januari 2017 på Vincennesbanan i Paris i Frankrike.
I finalen segrade hemmahästen och fjolårsvinnaren Bold Eagle, körd av Franck Nivard och tränad av Sébastien Guarato. Segern togs på nytt löpningsrekord. På andraplats kom Belina Josselyn och på tredjeplats Lionel.

## Resultat
| P  | S  | Häst              | Kusk                  | Tränare              | Land      | Odds  | Tid    |
| -- | -- | ----------------- | --------------------- | -------------------- | --------- | ----- | ------ |
| 1  | 17 | Bold Eagle        | Franck Nivard         | Sébastien Guarato    | Frankrike | 1,6   | 1.11,2 |
| 2  | 5  | Belina Josselyn   | Jean-Michel Bazire    | Jean-Michel Bazire   | Frankrike | 25,0  | 1.11,5 |
| 3  | 6  | Lionel N.O.       | Matthieu Abrivard     | Daniel Redén         | Norge     | 5,0   | 1.11,7 |
| 4  | 4  | Propulsion        | Örjan Kihlström       | Daniel Redén         | Sverige   | 9,8   | 1.11,8 |
| 5  | 2  | Briac Dark        | Matthieu Abrivard     | Thierry Duvaldestin  | Frankrike | 57,0  | 1.11,8 |
| 6  | 3  | Call Me Keeper    | Pierre Vercruysse     | Daniel Redén         | Sverige   | 49,0  | 1.11,9 |
| 7  | 7  | Booster Winner    | Matthieu Mottier      | Sébastien Guarato    | Frankrike | 92,0  | 1.12,0 |
| 8  | 13 | Voltigeur de Myrt | Lorenzo Donati        | Roberto Donati       | Frankrike | 70,0  | 1.12,1 |
| 9  | 1  | Treasure Kronos   | Christoffer Eriksson  | Jerry Riordan        | Italien   | 102,0 | 1.12,1 |
| 10 | 14 | Oasis Bi          | Johnny Takter         | Stefan P. Pettersson | Sverige   | 75,0  | 1.12,2 |
| 11 | 18 | Timoko            | Björn Goop            | Richard Westerink    | Frankrike | 11,0  | 1.12,2 |
| 12 | 8  | Princess Grif     | Roberto Andreghetti   | Philippe Billard     | Italien   | 175,0 | 1.12,3 |
| 13 | 10 | Bird Parker       | Jean Philippe Monclin | Philippe Allaire     | Frankrike | 64,0  | 1.12,4 |
| 14 | 16 | Tiego d'Etang     | Charles Julien Bigeon | Christian Bigeon     | Frankrike | 220,0 | 1.13,0 |
| 15 | 15 | Univers de Pan    | Philippe Daugeard     | Philippe Daugeard    | Frankrike | 248,0 | 1.18,0 |
| d  | 11 | Akim du Cap Vert  | Franck Anne           | Franck Anne          | Frankrike | 135,0 | g      |
| d  | 12 | Wild Honey        | Gabriele Gelormini    | Daniel Redén         | Sverige   | 51,0  | g      |
|    | 9  | Anna Mix          | Mathieu Mottier       | Franck Leblanc       | Frankrike |       |        |